# Michigan
Koordináták: é. sz. 43° 35′ 44″, ny. h. 84° 45′ 06″43.595556°N 84.751667°W
Michigan az Amerikai Egyesült Államok 26. tagállama. A középnyugati régióban található, az ország északkeleti részén. Területe csaknem háromszor nagyobb, mint Magyarország. A Michigan-tóról kapta a nevét, aminek neve francia közvetítéssel az odzsibva misigami, azaz „nagy víz”, „nagy tó” szóból ered.
Michigan a Nagy-tavak közül néggyel (Erie-tó, Huron-tó, Michigan-tó, Felső-tó) is határos, valamint az Erie és a Huron közti Szent Klára-tóval is, így Michigannek van a világ államai közül a leghosszabb édesvízi partvonala, valamint (a szigeteket nem számítva) Alaszka után a leghosszabb partvonala az amerikai tagállamok közül. 2005-ben több hobbicélú vízi jármű volt regisztrálva Michiganben, mint bármely más amerikai államban Kalifornia és Florida kivételével. Aki Michigan területén tartózkodik, sosincs 137 km-nél messzebb a Nagy-tavak vizétől, és sosincs 10 km-nél távolabb természetes vízforrástól.
Michigan az egyetlen olyan tagállam, amely két félszigeten terül el. Az Alsó-félszigetet (eredetileg csak ezt jelentette a Michigan név) alakja miatt gyakran kesztyűnek becézik. A Felső-félszigetet az Alsótól a Huron-tavat a Michigannel összekötő Mackinac-szoros választja el. A Felső-félsziget turisztikai szerepe kiemelkedő.
A Mackinac-szoros fölött átívelő Mackinac híd a világ harmadik leghosszabb függőhídja. Innen ered az, hogy az Alsó-félsziget lakóit viccesen trolloknak hívják, mert a híd alatt (azaz tőle délre) laknak.

## Népessége
Michigannek 1800-ban 4000 lakója sem volt. 1830 után ez a szám megugrott, majd folytatta a gyors növekedést, egészen 1980-ig, amikor népessége körülbelül 23 ezret nőtt 1990-ig. Viszont a 2000-re már majdnem 9,94 milliós népessége 9,88 millióra esett vissza 2010-re. A 2019-es American Community Survey szerint Michiganben ma kicsit több, mint 9,986 millió ember él.

## Közigazgatási felosztása
A államot 83 megyére tagolják.

###### Michigan 10 legnagyobb városa
A 10 legnagyobb város közül egyik sem található a Felső-félszigeten.
Michigan nagyvárosaira jellemző a népességvesztés.
| Város            | Népesség (2019) | Népesség (2010) | Változás | Legmagasabb népesség | Megye     |
| ---------------- | --------------- | --------------- | -------- | -------------------- | --------- |
| Detroit          | 670 031         | 713 777         | -6,13%   | 1 849 586 (1950)     | Wayne     |
| Grand Rapids     | 201 013         | 188 040         | +6,9%    | 201 013 (2019)       | Kent      |
| Warren           | 133 943         | 134 056         | -0,08%   | 179 260 (1970)       | Macomb    |
| Sterling Heights | 132 438         | 129 699         | +2,11%   | 132 725 (2018)       | Macomb    |
| Ann Arbor        | 119 980         | 113 934         | +5,31%   | 121 493 (2017)       | Washtenaw |
| Lansing          | 118 210         | 114 297         | +3,42%   | 131 403 (1970)       | Eaton     |
| Clinton          | 100 471         | Nincs Adat      | NA       | 100 684 (2017)       | Macomb    |
| Flint            | 95 538          | 102 434         | -6,73%   | 196 940 (1960)       | Genesee   |
| Dearborn         | 93 932          | 98 153          | -4,3%    | 112 007 (1960)       | Wayne     |
| Livonia          | 93 665          | 96 942          | -3,38%   | 110 109 (1970)       | Wayne     |

## Nevezetességei
Az állam hivatalos kőzete a Petoskey-kavics.

## Nemzetközi kapcsolatai
- Csiba prefektúra, Japán
- Szecsuan tartomány, Kína